# ムールティ

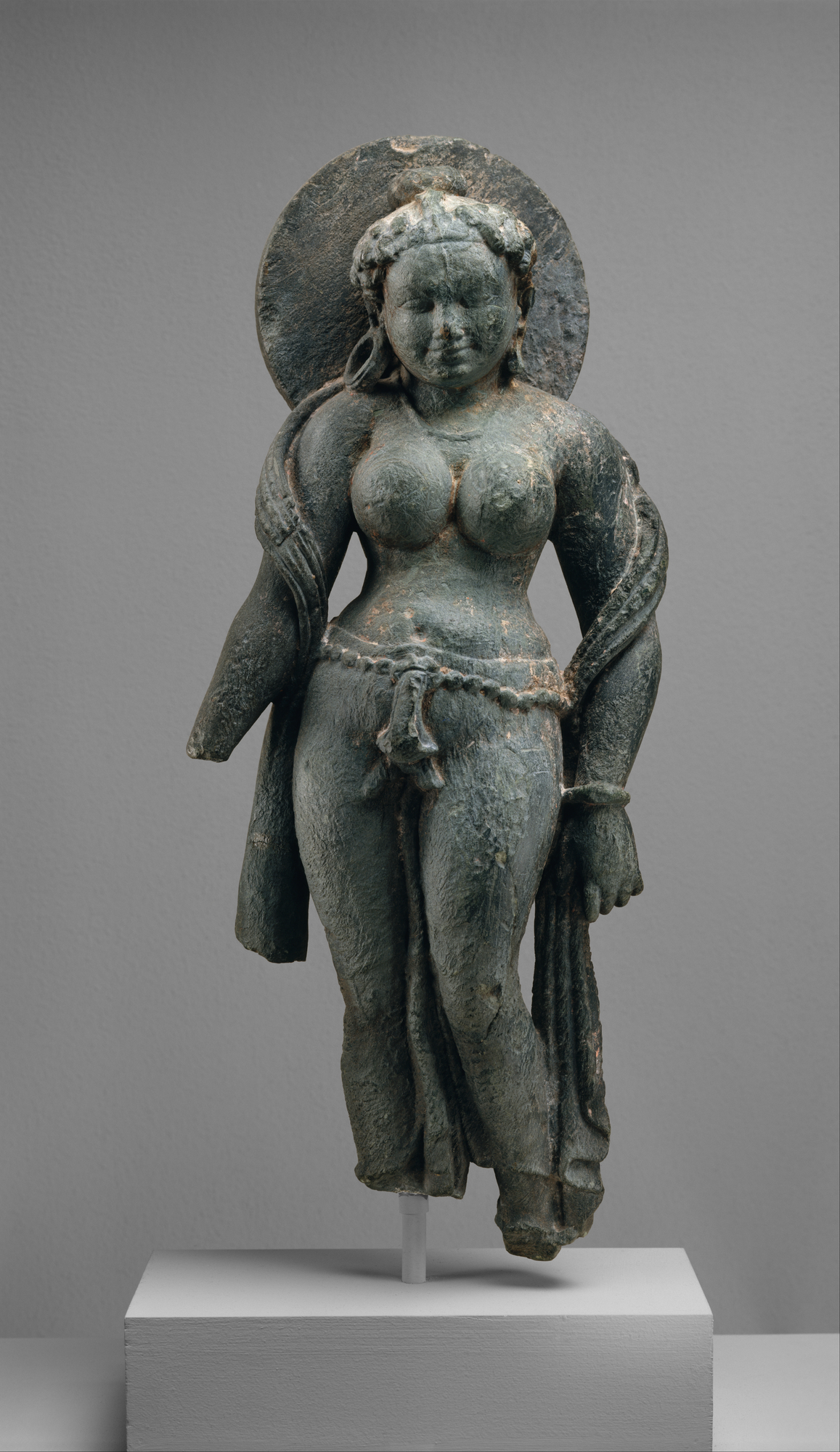
ラージャスターン州から出土した6世紀の地母神マートリカーのムールティ。

ムールティ（Murti、サンスクリット: मूर्ति、ISO: Mūrti、直訳: 姿、体現）は、ヒンドゥーの伝統における神または聖人の彫像、または「アイドル」（idol）(インド英語では一般的で軽蔑的ではない用語) などの偶像の総称。ヒンドゥー寺院では、象徴的なイコンである。ムールティ自体はヒンドゥー教の神ではないが、神の形、体現、または顕現である。ムールティはまた、非有神論的宗教のジャイナ教の伝統にも見られ、ジャイナ教の寺院内で尊敬される人間の象徴として置かれ、ムールティプジャカの儀式で崇拝されている。
ムールティは通常、石、木、金属、または陶器の彫刻によって作られる。適切なプロポーション、位置、仕草を説明する古代の文書には、プラーナ文献、サンヒターが含まれる。
ムールティはヒンドゥー教徒にとって、神またはブラフマンの具現化である。

## 語源と命名法
ムールティとは、文字通り、物質的に明確な形状や境界を持つ固体や形を意味する。それは、古代インド文献における心、思考、および非物質的なものとは対照的である。ムールティは、神の具現化、顕現、化身、擬人化、外観、画像、偶像、または像も指す。
ムールティという用語の最初期の使用例は、紀元前1000年紀に作成された主要なウパニシャッド、特にアイタレーヤ・ウパニシャッドの3.2節、シュヴェーターシュヴァタラ・ウパニシャッドの1.13節、マイトリー・ウパニシャッドの6.14節、プラシュナ・ウパニシャッドの1.5節に見られる。例えば、マイトリー・ウパニシャッドでは、この用語は「時間の形、顕現」という意味で使用されている。
ヤン・ゴンダ、フリードリヒ・マックス・ミュラーなどのほとんどの学者は、ヴェーダ時代にはムールティも寺院も偶像崇拝もなかったと述べている。
デーヴァの像という意味でのムールティという用語の使用例の最初期の確固たる文書的証拠の一つは、紀元前4世紀頃に生きたサンスクリット語の文法学者パーニニによる、『ジヴィカルテ・キャパニエ』（Jivikarthe Capanye）に見出される。パーニニの作品に続く古代のサンスクリット語のテキストでは、デーヴァグラ、デーヴァガラ、デーヴァクラ、デーヴァヤタナなどの用語を使用した神の像への言及が数多く見られる。これらの文書は、ノエル・サルモンドが述べているように、寺院とムールティが紀元前4世紀頃までに古代インドに存在していたことを強く示唆している。最近の考古学的証拠は、彫刻の知識と芸術がマウリヤ朝時代（紀元前3世紀まで）にインドで確立されたことを示している。

## 礼拝における役割
ヴィシュヌ派、シヴァ派、シャクティ派、スマールタ派などの主要なヒンドゥー教の宗派では、ムールティの使用が好まれている。これらの伝統は、擬人観的または非擬人観的なイコンを通してスピリチュアリティを高める方が容易であることを示唆している。
ヒンドゥー教では、ムールティ自体は神ではなく、「神の像」であり、象徴であり表現であるとジーニーン・ファウラーは述べている。ファウラーによると、ムールティは、形のない絶対者の形であり顕現である。そのため、偶像がそれ自体が迷信的な目的であると理解されている場合、「偶像」というムールティの直訳は正しくない。人の写真が実際の人物ではないのと同じように、ムールティは実物ではない像だが、どちらの場合でも画像は見る人の感情を喚起させ、真の価値のあるものを思い出させる。人がムールティを崇拝するとき、ムールティは神の本質または精神の現れであると想定され、崇拝者はムールティを通して瞑想するが、ブラフマンの本質はそれに限定されない。
アーリヤ・サマージなどの一部のヒンドゥー教派は、偶像崇拝を拒否している。